# Athletic Park
O Athletic Park foi um estádio de rugby localizado em Wellington, Nova Zelândia. Foi derrubado em 1999.
Sua fama no mundo deveu-se por ter sido a segunda casa dos All Blacks e o segundo estádio maior depois do Eden Park. Ademais foi uma das sedes da Copa do Mundo de Rugby em 1987 e albergou alguns dos grandes acontecimentos culturais que viveram os neozelandeses como a missa que deu Papa João Paulo II durante sua visita em 1986.

## História
Nele se jogou o primeiro partido de The Rugby Championship, foi Nova Zelândia ante os Wallabies no Torneio das Três Nações 1996.
Finalmente a cidade decidiu que o velho estádio se demoliera em 1999 e em mudança se construiu o moderno Estádio Westpac.

### Copa Mundial de Rugby de 1987
Foi a segunda sede maior de Nova Zelândia 1987. Os quatro partidos que albergou foram de fase de grupos, entre eles, Irlanda em frente a Gales e Nova Zelândia contra Argentina.

## Concertos
Durante sua história grandes artistas tocaram o ele, começando Fleetwood Mac em 1980 (considerado o pior concerto da história do rock), Kiss nesse mesmo ano como parte do Unmasked Tour, em 1983 chegou David Bowie em seu melhor momento, Dire Straits nesse mesmo ano, 1986 e 1991, Elton John em 1982 e 1984, Eurythmics em 1987 e Ou2 em 1989.